# Olympische Jugend-Sommerspiele 2014/Teilnehmer (Oman)
| Gelbes Symbol für Goldmedaillen mit stilisierten Olympischen Ringen | Graues Symbol für Silbermedaillen mit stilisierten Olympischen Ringen | Braundes Symbol für Bronzemedaillen mit stilisierten Olympischen Ringen |
| ------------------------------------------------------------------- | --------------------------------------------------------------------- | ----------------------------------------------------------------------- |
| —                                                                   | —                                                                     | —                                                                       |

Die Jugend-Olympiamannschaft des Oman für die II. Olympischen Jugend-Sommerspiele vom 16. bis 28. August 2014 in Nanjing (Volksrepublik China) bestand aus drei Athleten.

## Athleten nach Sportarten

### Beachvolleyball
Jungen
- Samiei Al-Hammadi
- Ahid Al-Sahi
17. Platz

### Leichtathletik
Mädchen
- Mazoon al-Alawi
100 m: 15. Platz
8 × 100 m Mixed: 6. Platz